# Шипохвіст панцирний
Шипохвіст панцирний (Uromastyx loricata) — представник роду шипохвостів з родини Агамових. Інші назви «месопотамський шипохвіст» та «іракський шипохвіст».

## Опис
Загальна довжина сягає 40—50 см. Самці дещо більше за самиць.  Голова коротка, трохи загострена. Тулуб міцний, трохи витягнутий. Хвіст досить довгий з характерний для всього роду шипуватою лускою. Хвоста луска не дуже велика. На спині луска утворює групи, під нею розташовані пластини, які закривають тіло. Звідси й походить назва цієї ящірки. Колір спини жовтуватий, майже білий. По середині спини розташовані невеликі поперечні плями яскраво—помаранчевого кольору. Під час парування вони стають значно яскравіше. Черево темного забарвлення. Кінцівки помірного розміру, досить міцні. Задні ширші за передні.

## Спосіб життя
Полюбляє пустелі, напівпустелі, кам'янисті й скелясті місцевості. Пересувається досить вправно й швидко. Ховається у власних норах. Активний вдень. Харчується комахами, безхребетними, рослинною їжею.
Це яйцекладна ящірка. Самиця відкладає від 5 до 12 яєць.

## Розповсюдження
Мешкає у центральному та східному Іраку, південно—східному Ірані.